# Нікітинська сільська рада (Катайський район)
Нікі́тинська сільська рада (рос. Никитинский сельский совет) — сільське поселення у складі Катайського району Курганської області Росії.
Адміністративний центр — село Нікітинське.
Населення сільського поселення становить 344 особи (2017; 395 у 2010, 496 у 2002).

## Склад
До складу сільського поселення входять:
| Населений пункт          | Населення, осіб (2002) | Населення, осіб (2010) |
| ------------------------ | ---------------------- | ---------------------- |
| Водолазово, присілок     | 34                     | 33                     |
| Водолазово, селище       | 9                      | 8                      |
| Гравійний, селище        | 2                      | 0                      |
| Іпатова, присілок        | 204                    | 165                    |
| Мала Горбунова, присілок | 13                     | 8                      |
| Нікітинське, село        | 201                    | 146                    |
| Чуга, присілок           | 33                     | 35                     |